# Умаралі Рахмоналієв
Умаралі Рахмоналієв (узб. Umarali Rahmonaliyev, нар. 18 серпня 2003, Наманган) — узбецький футболіст, півзахисник російського клубу «Рубін».
Виступав за молодіжну збірну Узбекистану.

## Клубна кар'єра
Народився 18 серпня 2003 року в Намангані. Вихованець футбольної школи «Буньодкора». Дорослу футбольну кар'єру розпочав 2021 року в основній команді того ж клубу, в якій провів два сезони, взявши участь у 25 матчах чемпіонату.
На початку 2023 року перейшов до російського «Рубіна».

## Виступи за збірні
2022 року дебютував у складі юнацької збірної Узбекистану (U-19), загалом на юнацькому рівні взяв участь у 2 іграх.
З 2022 року залучається до складу молодіжної збірної Узбекистану.
2024 року у складі олімпійської збірної Узбекистану став учасником тогорічних Олімпійських ігор.

## Статистика виступів

### Статистика клубних виступів
Станом на 21 листопада 2023
| Сезон             | Команда           | Чемпіонат         | Чемпіонат | Чемпіонат | Національний кубок | Національний кубок | Національний кубок | Континентальні кубки | Континентальні кубки | Континентальні кубки | Інші змагання | Інші змагання | Інші змагання | Усього | Усього | Усього |
| Сезон             | Команда           | Ліга              | Ігор      | Голів     | Ліга               | Ігор               | Голів              | Ліга                 | Ігор                 | Голів                | Ліга          | Ігор          | Голів         | Ігор   | Голів  |        |
| ----------------- | ----------------- | ----------------- | --------- | --------- | ------------------ | ------------------ | ------------------ | -------------------- | -------------------- | -------------------- | ------------- | ------------- | ------------- | ------ | ------ | ------ |
| 2021              | «Буньодкор»       | СЛ                | 4         | 1         | КУ                 | 2                  | 0                  |                      | -                    | -                    |               | -             | -             | 6      | 1      |        |
| 2022              | «Буньодкор»       | СЛ                | 21        | 7         | КУ                 | 4                  | 1                  |                      | -                    | -                    |               | -             | -             | 25     | 8      |        |
| січ.-черв. 2023   | «Рубін»           | 1Л                | 4         | 0         | КІ                 | 0                  | 0                  |                      | -                    | -                    |               | -             | -             | 4      | 0      |        |
| 2023–24           | «Рубін»           | ПЛ                | 9         | 0         | КІ                 | 5                  | 0                  |                      | -                    | -                    |               | -             | -             | 14     | 0      |        |
| Усього за кар'єру | Усього за кар'єру | Усього за кар'єру | 38        | 8         |                    | 11                 | 1                  |                      | -                    | -                    |               | -             | -             | 49     | 9      |        |

## Титули і досягнення
- Володар Кубка Азербайджану (1):

«Сабах»: 2024–25
Збірні
- Переможець Юнацького (U-19) кубка Азії: 2023